# Peter II van Brazilië
Peter van Alcântara Johan Karel Leopold Salvator Bibianus Frans Xavier de Paula Leocadius Michaël Gabriël Rafaël Gonzaga van Bragança (Portugees: Dom Pedro II) (Rio de Janeiro (Brazilië), 2 december 1825 - Parijs (Frankrijk), 5 december 1891) was van 1831 tot 1889 keizer van Brazilië. Hij was de zoon van keizer Peter I van Brazilië en Leopoldine van Oostenrijk. Zijn beide ouders verloor hij toen hij nog zeer jong was. Bij het overlijden van zijn moeder was hij 1 jaar oud en bij dat van zijn vader 9 jaar.
Peter was de tweede en laatste keizer van het Braziliaanse rijk. Zijn 58 jaren als keizer worden beschouwd als een bloeiperiode voor Brazilië en zijn regering wordt door geleerden geprezen als progressief en efficiënt.

## Huwelijk

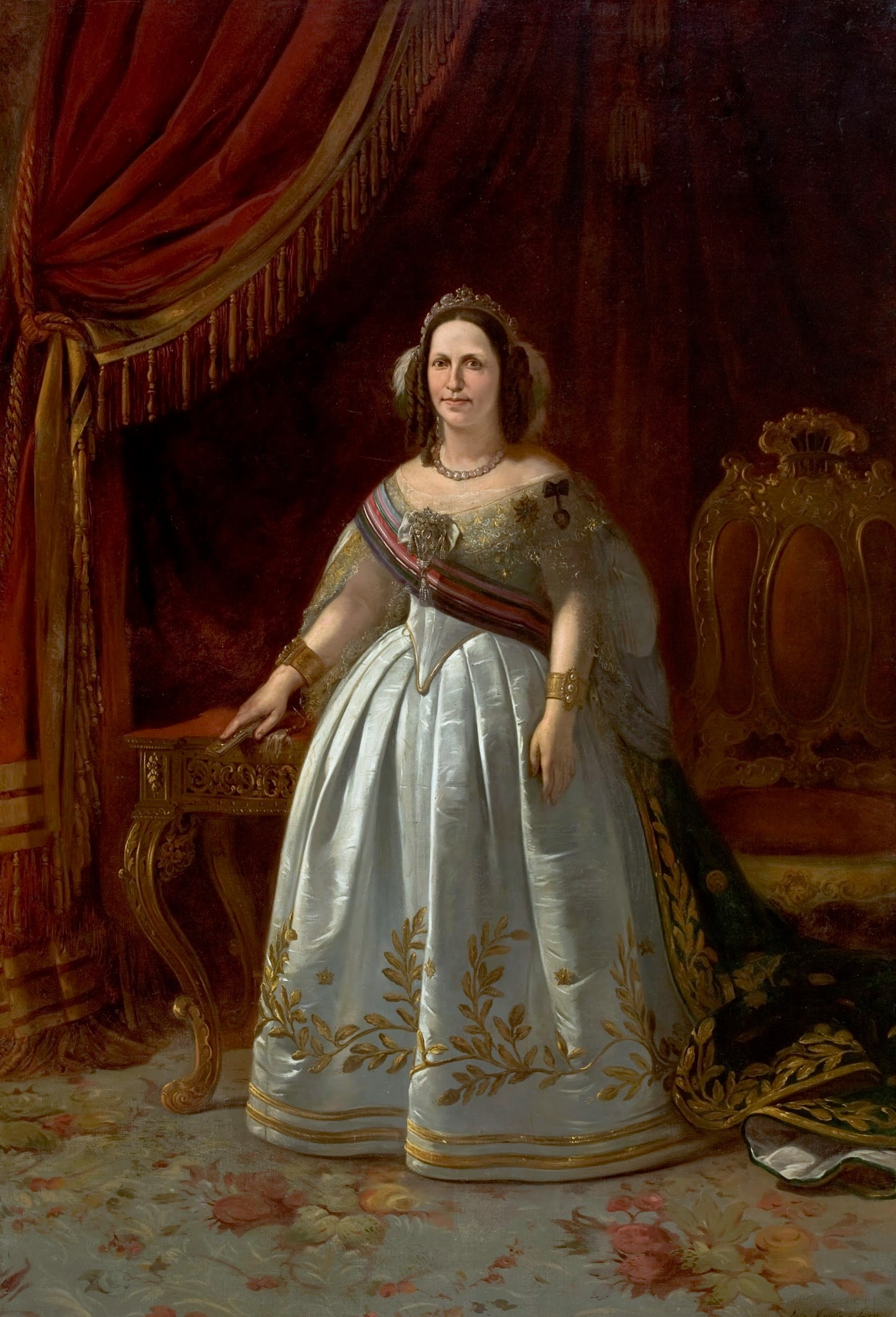
Portret van Theresia van Bourbon-Sicilië
(1864), Victor Meirelles, MASP

Het was voor de Braziliaanse monarchen niet gemakkelijk om een bruid te vinden, omdat Brazilië ver weg was. Peter I trouwde met aartshertogin Leopoldine van Oostenrijk toen hij nog kroonprins van Portugal was, maar toen zij overleed op 11 december 1826, zagen alle belangrijke landen af van een huwelijk met de keizer van het verre Brazilië. Uiteindelijk kreeg Peter I 'slechts' de hand  van prinses Amélie van Leuchtenberg, de dochter van Eugène de Beauharnais, stiefzoon van Napoleon.
Keizer Peter II trouwde op 4 september 1842 met prinses Theresia van Bourbon-Sicilië, de jongste dochter van koning Frans I der Beide Siciliën en Maria Isabella van Spanje.

### Kinderen
Uit het huwelijk werden vier kinderen geboren:
- Alfonso (Afonso Pedro) (23 februari 1845 – 11 juni 1847), kroonprins van Brazilië
- Isabella (Isabel) (29 juli 1846 – 14 november 1921), kroonprinses van Brazilië. Gehuwd met Gaston van Orléans, graaf van Eu (kleinzoon van de Franse koning Lodewijk Filips)
- Leopoldina (13 juli 1847 – 7 februari 1871), prinses van Brazilië. Gehuwd met Augustus van Saksen-Coburg-Gotha (kleinzoon van de Franse koning Lodewijk Filips)
- Peter (Pedro Afonso) (19 juli 1848 – 9 januari 1850), kroonprins van Brazilië

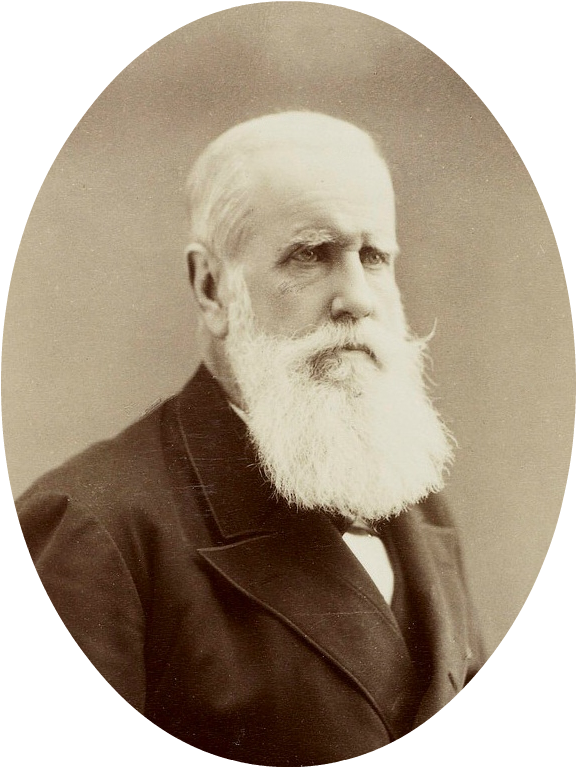
Keizer Peter II op 61-jarige leeftijd
(ca.1887), Alphonse Liébert

## Regering
Toen keizer Peter I op 7 april 1831 afstand deed van de keizerlijke troon van Brazilië werd Peter op 6-jarige leeftijd keizer van Brazilië. Peter I keerde terug naar Portugal om daar een einde te maken aan de burgeroorlog die woedde en om Peters oudere zuster, koningin Maria II van Portugal terug te brengen op de Portugese troon. Tijdens de minderjarigheid van Peter werd Brazilië geregeerd door een aantal regenten. In 1840 schafte het keizerlijke Braziliaanse Parlement het regentschap af en achtte Peter oud genoeg om zelf te regeren, hij was toen 14 jaar. Peter werd op 18 juli 1841 gekroond. In 1889 kwam het leger in opstand tegen de keizer, ondanks zijn ongekende populariteit bij het Braziliaanse volk. Peter II werd afgezet en in ballingschap naar Portugal gezonden. Hij stierf twee jaar later op 5 december in Parijs.

## Beoordeling

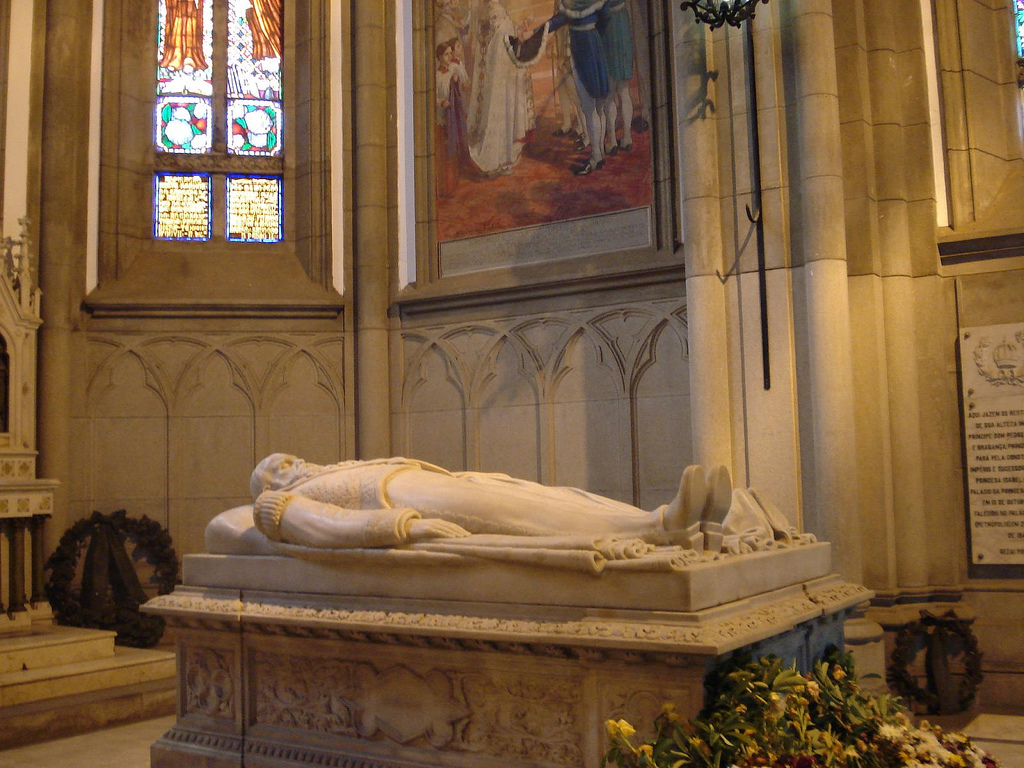
Grafmonument van keizer Peter II in de kathedraal São Pedro de Alcântara van Petrópolis

Peter II, bijgenaamd "de Grootmoedige", wordt door geleerden beschouwd als een van de grootste Brazilianen. Zijn toewijding aan cultuur en wetenschap won het respect van contemporaine intellectuelen, onder wie Charles Darwin, Victor Hugo en Friedrich Nietzsche. Tijdens zijn regering groeide het Braziliaanse rijk uit tot een stabiele constitutionele monarchie, waarin burgerrechten en vrijheid van meningsuiting werden gerespecteerd. Tijdens zijn heerschappij werden oorlogen met Argentinië, Uruguay en Paraguay gewonnen en tekende zijn dochter de totale afschaffing van slavernij in het Braziliaanse rijk.

## Kwartierstaat
| Peter III van Portugal (1717-1786) | Peter III van Portugal (1717-1786) | Peter III van Portugal (1717-1786) | Peter III van Portugal (1717-1786) | Peter III van Portugal (1717-1786) | Peter III van Portugal (1717-1786) | Maria I van Portugal (1734-1816)  | Maria I van Portugal (1734-1816)  | Maria I van Portugal (1734-1816)  | Maria I van Portugal (1734-1816)  | Maria I van Portugal (1734-1816) | Maria I van Portugal (1734-1816) |                                  |                                  | Karel IV van Spanje (1748-1819)  | Karel IV van Spanje (1748-1819)  | Karel IV van Spanje (1748-1819)            | Karel IV van Spanje (1748-1819)            | Karel IV van Spanje (1748-1819)            | Karel IV van Spanje (1748-1819)            | Maria Louisa van Parma (1751-1819)         | Maria Louisa van Parma (1751-1819)         | Maria Louisa van Parma (1751-1819) | Maria Louisa van Parma (1751-1819) | Maria Louisa van Parma (1751-1819)                  | Maria Louisa van Parma (1751-1819)                  |                                                     |                                                     | Keizer Leopold II (1747-1792)                       | Keizer Leopold II (1747-1792)                       | Keizer Leopold II (1747-1792) | Keizer Leopold II (1747-1792) | Keizer Leopold II (1747-1792)          | Keizer Leopold II (1747-1792)          | Marie Louise van Bourbon (1745-1792)   | Marie Louise van Bourbon (1745-1792)   | Marie Louise van Bourbon (1745-1792)   | Marie Louise van Bourbon (1745-1792)   | Marie Louise van Bourbon (1745-1792)  | Marie Louise van Bourbon (1745-1792)  |                                                         |                                                         | Ferdinand I der Beide Siciliën (1751-1825)              | Ferdinand I der Beide Siciliën (1751-1825)              | Ferdinand I der Beide Siciliën (1751-1825)              | Ferdinand I der Beide Siciliën (1751-1825)              | Ferdinand I der Beide Siciliën (1751-1825)     | Ferdinand I der Beide Siciliën (1751-1825)     | Maria Carolina van Oostenrijk (1752-1814)      | Maria Carolina van Oostenrijk (1752-1814)      | Maria Carolina van Oostenrijk (1752-1814) | Maria Carolina van Oostenrijk (1752-1814) | Maria Carolina van Oostenrijk (1752-1814) | Maria Carolina van Oostenrijk (1752-1814) |  |  |  |  |  |  |  |  |  |  |  |  |  |  |  |  |  |  |  |  |  |  |  |  |  |  |  |  |  |  |  |  |  |  |  |  |  |  |  |  |  |  |  |  |  |  |  |  |
| Peter III van Portugal (1717-1786) | Peter III van Portugal (1717-1786) | Peter III van Portugal (1717-1786) | Peter III van Portugal (1717-1786) | Peter III van Portugal (1717-1786) | Peter III van Portugal (1717-1786) | Maria I van Portugal (1734-1816)  | Maria I van Portugal (1734-1816)  | Maria I van Portugal (1734-1816)  | Maria I van Portugal (1734-1816)  | Maria I van Portugal (1734-1816) | Maria I van Portugal (1734-1816) |                                  |                                  | Karel IV van Spanje (1748-1819)  | Karel IV van Spanje (1748-1819)  | Karel IV van Spanje (1748-1819)            | Karel IV van Spanje (1748-1819)            | Karel IV van Spanje (1748-1819)            | Karel IV van Spanje (1748-1819)            | Maria Louisa van Parma (1751-1819)         | Maria Louisa van Parma (1751-1819)         | Maria Louisa van Parma (1751-1819) | Maria Louisa van Parma (1751-1819) | Maria Louisa van Parma (1751-1819)                  | Maria Louisa van Parma (1751-1819)                  |                                                     |                                                     | Keizer Leopold II (1747-1792)                       | Keizer Leopold II (1747-1792)                       | Keizer Leopold II (1747-1792) | Keizer Leopold II (1747-1792) | Keizer Leopold II (1747-1792)          | Keizer Leopold II (1747-1792)          | Marie Louise van Bourbon (1745-1792)   | Marie Louise van Bourbon (1745-1792)   | Marie Louise van Bourbon (1745-1792)   | Marie Louise van Bourbon (1745-1792)   | Marie Louise van Bourbon (1745-1792)  | Marie Louise van Bourbon (1745-1792)  |                                                         |                                                         | Ferdinand I der Beide Siciliën (1751-1825)              | Ferdinand I der Beide Siciliën (1751-1825)              | Ferdinand I der Beide Siciliën (1751-1825)              | Ferdinand I der Beide Siciliën (1751-1825)              | Ferdinand I der Beide Siciliën (1751-1825)     | Ferdinand I der Beide Siciliën (1751-1825)     | Maria Carolina van Oostenrijk (1752-1814)      | Maria Carolina van Oostenrijk (1752-1814)      | Maria Carolina van Oostenrijk (1752-1814) | Maria Carolina van Oostenrijk (1752-1814) | Maria Carolina van Oostenrijk (1752-1814) | Maria Carolina van Oostenrijk (1752-1814) |  |  |  |  |  |  |  |  |  |  |  |  |  |  |  |  |  |  |  |  |  |  |  |  |  |  |  |  |  |  |  |  |  |  |  |  |  |  |  |  |  |  |  |  |  |  |  |  |
|                                    |                                    |                                    |                                    |                                    |                                    |                                   |                                   |                                   |                                   |                                  |                                  |                                  |                                  |                                  |                                  |                                            |                                            |                                            |                                            |                                            |                                            |                                    |                                    |                                                     |                                                     |                                                     |                                                     |                                                     |                                                     |                               |                               |                                        |                                        |                                        |                                        |                                        |                                        |                                       |                                       |                                                         |                                                         |                                                         |                                                         |                                                         |                                                         |                                                |                                                |                                                |                                                |                                           |                                           |                                           |                                           |  |  |  |  |  |  |  |  |  |  |  |  |  |  |  |  |  |  |  |  |  |  |  |  |  |  |  |  |  |  |  |  |  |  |  |  |  |  |  |  |  |  |  |  |  |  |  |  |
|                                    |                                    |                                    |                                    | Johan VI van Portugal (1767-1826)  | Johan VI van Portugal (1767-1826)  | Johan VI van Portugal (1767-1826) | Johan VI van Portugal (1767-1826) | Johan VI van Portugal (1767-1826) | Johan VI van Portugal (1767-1826) |                                  |                                  |                                  |                                  |                                  |                                  | Charlotte Joachime van Bourbon (1775-1830) | Charlotte Joachime van Bourbon (1775-1830) | Charlotte Joachime van Bourbon (1775-1830) | Charlotte Joachime van Bourbon (1775-1830) | Charlotte Joachime van Bourbon (1775-1830) | Charlotte Joachime van Bourbon (1775-1830) |                                    |                                    |                                                     |                                                     |                                                     |                                                     |                                                     |                                                     |                               |                               | Frans II van Oostenrijk (1768-1835)    | Frans II van Oostenrijk (1768-1835)    | Frans II van Oostenrijk (1768-1835)    | Frans II van Oostenrijk (1768-1835)    | Frans II van Oostenrijk (1768-1835)    | Frans II van Oostenrijk (1768-1835)    |                                       |                                       |                                                         |                                                         |                                                         |                                                         | Maria Theresia van Bourbon-Sicilië (1772-1807)          | Maria Theresia van Bourbon-Sicilië (1772-1807)          | Maria Theresia van Bourbon-Sicilië (1772-1807) | Maria Theresia van Bourbon-Sicilië (1772-1807) | Maria Theresia van Bourbon-Sicilië (1772-1807) | Maria Theresia van Bourbon-Sicilië (1772-1807) |                                           |                                           |                                           |                                           |  |  |  |  |  |  |  |  |  |  |  |  |  |  |  |  |  |  |  |  |  |  |  |  |  |  |  |  |  |  |  |  |  |  |  |  |  |  |  |  |  |  |  |  |  |  |  |  |
|                                    |                                    |                                    |                                    | Johan VI van Portugal (1767-1826)  | Johan VI van Portugal (1767-1826)  | Johan VI van Portugal (1767-1826) | Johan VI van Portugal (1767-1826) | Johan VI van Portugal (1767-1826) | Johan VI van Portugal (1767-1826) |                                  |                                  |                                  |                                  |                                  |                                  | Charlotte Joachime van Bourbon (1775-1830) | Charlotte Joachime van Bourbon (1775-1830) | Charlotte Joachime van Bourbon (1775-1830) | Charlotte Joachime van Bourbon (1775-1830) | Charlotte Joachime van Bourbon (1775-1830) | Charlotte Joachime van Bourbon (1775-1830) |                                    |                                    |                                                     |                                                     |                                                     |                                                     |                                                     |                                                     |                               |                               | Frans II van Oostenrijk (1768-1835)    | Frans II van Oostenrijk (1768-1835)    | Frans II van Oostenrijk (1768-1835)    | Frans II van Oostenrijk (1768-1835)    | Frans II van Oostenrijk (1768-1835)    | Frans II van Oostenrijk (1768-1835)    |                                       |                                       |                                                         |                                                         |                                                         |                                                         | Maria Theresia van Bourbon-Sicilië (1772-1807)          | Maria Theresia van Bourbon-Sicilië (1772-1807)          | Maria Theresia van Bourbon-Sicilië (1772-1807) | Maria Theresia van Bourbon-Sicilië (1772-1807) | Maria Theresia van Bourbon-Sicilië (1772-1807) | Maria Theresia van Bourbon-Sicilië (1772-1807) |                                           |                                           |                                           |                                           |  |  |  |  |  |  |  |  |  |  |  |  |  |  |  |  |  |  |  |  |  |  |  |  |  |  |  |  |  |  |  |  |  |  |  |  |  |  |  |  |  |  |  |  |  |  |  |  |
|                                    |                                    |                                    |                                    |                                    |                                    |                                   |                                   |                                   |                                   | Peter I van Brazilië (1798-1834) | Peter I van Brazilië (1798-1834) | Peter I van Brazilië (1798-1834) | Peter I van Brazilië (1798-1834) | Peter I van Brazilië (1798-1834) | Peter I van Brazilië (1798-1834) |                                            |                                            |                                            |                                            |                                            |                                            |                                    |                                    |                                                     |                                                     |                                                     |                                                     |                                                     |                                                     |                               |                               |                                        |                                        |                                        |                                        |                                        |                                        | Leopoldine van Oostenrijk (1797-1826) | Leopoldine van Oostenrijk (1797-1826) | Leopoldine van Oostenrijk (1797-1826)                   | Leopoldine van Oostenrijk (1797-1826)                   | Leopoldine van Oostenrijk (1797-1826)                   | Leopoldine van Oostenrijk (1797-1826)                   |                                                         |                                                         |                                                |                                                |                                                |                                                |                                           |                                           |                                           |                                           |  |  |  |  |  |  |  |  |  |  |  |  |  |  |  |  |  |  |  |  |  |  |  |  |  |  |  |  |  |  |  |  |  |  |  |  |  |  |  |  |  |  |  |  |  |  |  |  |
|                                    |                                    |                                    |                                    |                                    |                                    |                                   |                                   |                                   |                                   | Peter I van Brazilië (1798-1834) | Peter I van Brazilië (1798-1834) | Peter I van Brazilië (1798-1834) | Peter I van Brazilië (1798-1834) | Peter I van Brazilië (1798-1834) | Peter I van Brazilië (1798-1834) |                                            |                                            |                                            |                                            |                                            |                                            |                                    |                                    |                                                     |                                                     |                                                     |                                                     |                                                     |                                                     |                               |                               |                                        |                                        |                                        |                                        |                                        |                                        | Leopoldine van Oostenrijk (1797-1826) | Leopoldine van Oostenrijk (1797-1826) | Leopoldine van Oostenrijk (1797-1826)                   | Leopoldine van Oostenrijk (1797-1826)                   | Leopoldine van Oostenrijk (1797-1826)                   | Leopoldine van Oostenrijk (1797-1826)                   |                                                         |                                                         |                                                |                                                |                                                |                                                |                                           |                                           |                                           |                                           |  |  |  |  |  |  |  |  |  |  |  |  |  |  |  |  |  |  |  |  |  |  |  |  |  |  |  |  |  |  |  |  |  |  |  |  |  |  |  |  |  |  |  |  |  |  |  |  |
|                                    |                                    |                                    |                                    |                                    |                                    |                                   |                                   |                                   |                                   |                                  |                                  |                                  |                                  |                                  |                                  |                                            |                                            |                                            |                                            |                                            |                                            |                                    |                                    |                                                     |                                                     |                                                     |                                                     |                                                     |                                                     |                               |                               |                                        |                                        |                                        |                                        |                                        |                                        |                                       |                                       |                                                         |                                                         |                                                         |                                                         |                                                         |                                                         |                                                |                                                |                                                |                                                |                                           |                                           |                                           |                                           |  |  |  |  |  |  |  |  |  |  |  |  |  |  |  |  |  |  |  |  |  |  |  |  |  |  |  |  |  |  |  |  |  |  |  |  |  |  |  |  |  |  |  |  |  |  |  |  |
|                                    |                                    |                                    |                                    |                                    |                                    |                                   |                                   |                                   |                                   |                                  |                                  |                                  |                                  |                                  |                                  |                                            |                                            |                                            |                                            |                                            |                                            |                                    |                                    |                                                     |                                                     |                                                     |                                                     |                                                     |                                                     |                               |                               |                                        |                                        |                                        |                                        |                                        |                                        |                                       |                                       |                                                         |                                                         |                                                         |                                                         |                                                         |                                                         |                                                |                                                |                                                |                                                |                                           |                                           |                                           |                                           |  |  |  |  |  |  |  |  |  |  |  |  |  |  |  |  |  |  |  |  |  |  |  |  |  |  |  |  |  |  |  |  |  |  |  |  |  |  |  |  |  |  |  |  |  |  |  |  |
| Maria II van Portugal (1819-1853)  | Maria II van Portugal (1819-1853)  | Maria II van Portugal (1819-1853)  | Maria II van Portugal (1819-1853)  | Maria II van Portugal (1819-1853)  | Maria II van Portugal (1819-1853)  |                                   |                                   | Miguel van Portugal (1820-1820)   | Miguel van Portugal (1820-1820)   | Miguel van Portugal (1820-1820)  | Miguel van Portugal (1820-1820)  | Miguel van Portugal (1820-1820)  | Miguel van Portugal (1820-1820)  |                                  |                                  | João Carlos van Portugal (1821-1822)       | João Carlos van Portugal (1821-1822)       | João Carlos van Portugal (1821-1822)       | João Carlos van Portugal (1821-1822)       | João Carlos van Portugal (1821-1822)       | João Carlos van Portugal (1821-1822)       |                                    |                                    | Januária Maria van Portugal en Brazilië (1822-1901) | Januária Maria van Portugal en Brazilië (1822-1901) | Januária Maria van Portugal en Brazilië (1822-1901) | Januária Maria van Portugal en Brazilië (1822-1901) | Januária Maria van Portugal en Brazilië (1822-1901) | Januária Maria van Portugal en Brazilië (1822-1901) |                               |                               | Paula Mariana van Portugal (1823-1833) | Paula Mariana van Portugal (1823-1833) | Paula Mariana van Portugal (1823-1833) | Paula Mariana van Portugal (1823-1833) | Paula Mariana van Portugal (1823-1833) | Paula Mariana van Portugal (1823-1833) |                                       |                                       | Francisca Caroline van Portugal en Brazilië (1824-1898) | Francisca Caroline van Portugal en Brazilië (1824-1898) | Francisca Caroline van Portugal en Brazilië (1824-1898) | Francisca Caroline van Portugal en Brazilië (1824-1898) | Francisca Caroline van Portugal en Brazilië (1824-1898) | Francisca Caroline van Portugal en Brazilië (1824-1898) |                                                |                                                | Peter II van Brazilië (1825-1891)              | Peter II van Brazilië (1825-1891)              | Peter II van Brazilië (1825-1891)         | Peter II van Brazilië (1825-1891)         | Peter II van Brazilië (1825-1891)         | Peter II van Brazilië (1825-1891)         |  |  |  |  |  |  |  |  |  |  |  |  |  |  |  |  |  |  |  |  |  |  |  |  |  |  |  |  |  |  |  |  |  |  |  |  |  |  |  |  |  |  |  |  |  |  |  |  |

## Galerij

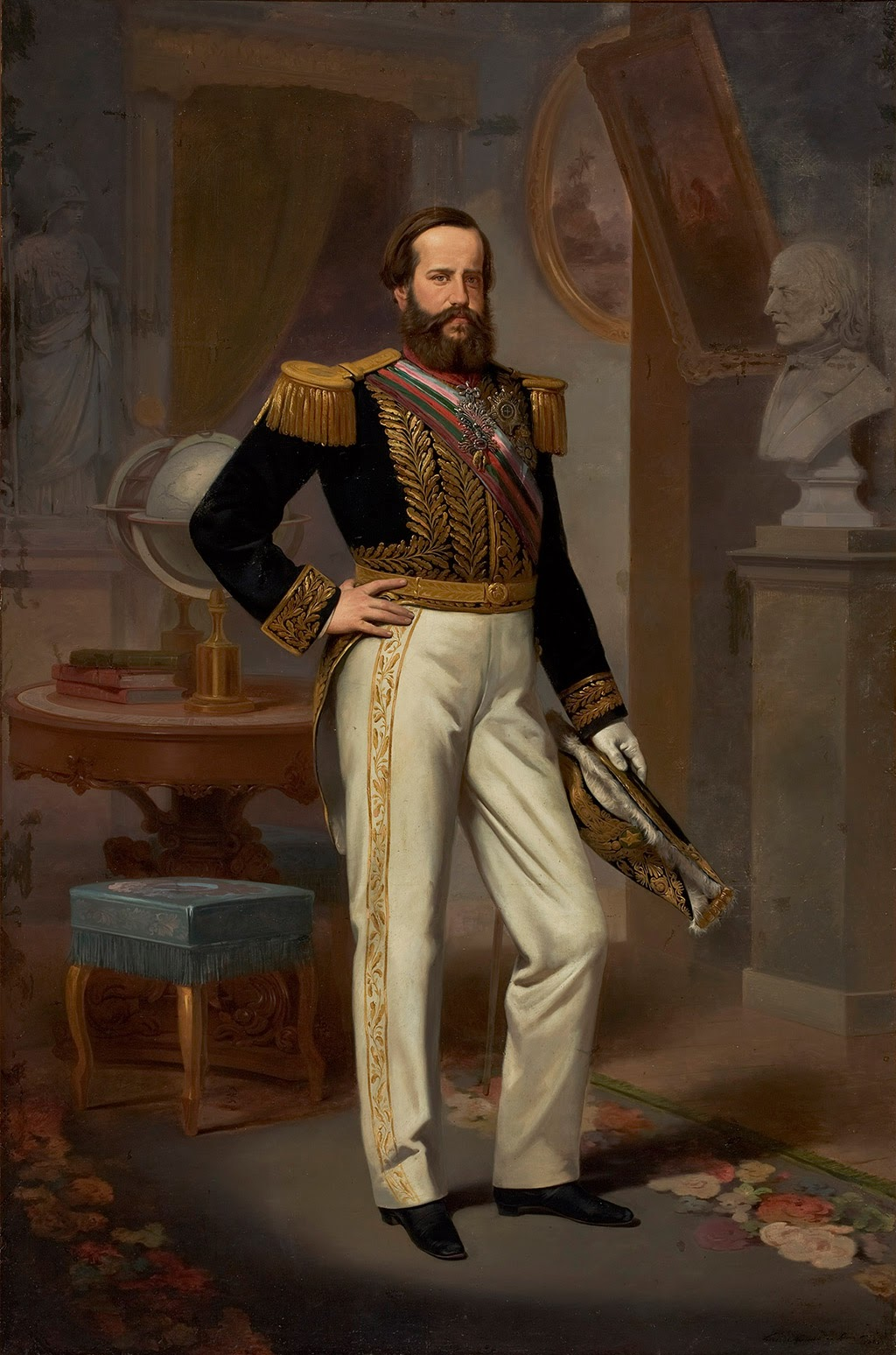
Peter II van Brazilië (1864), Victor Meirelles, MASP
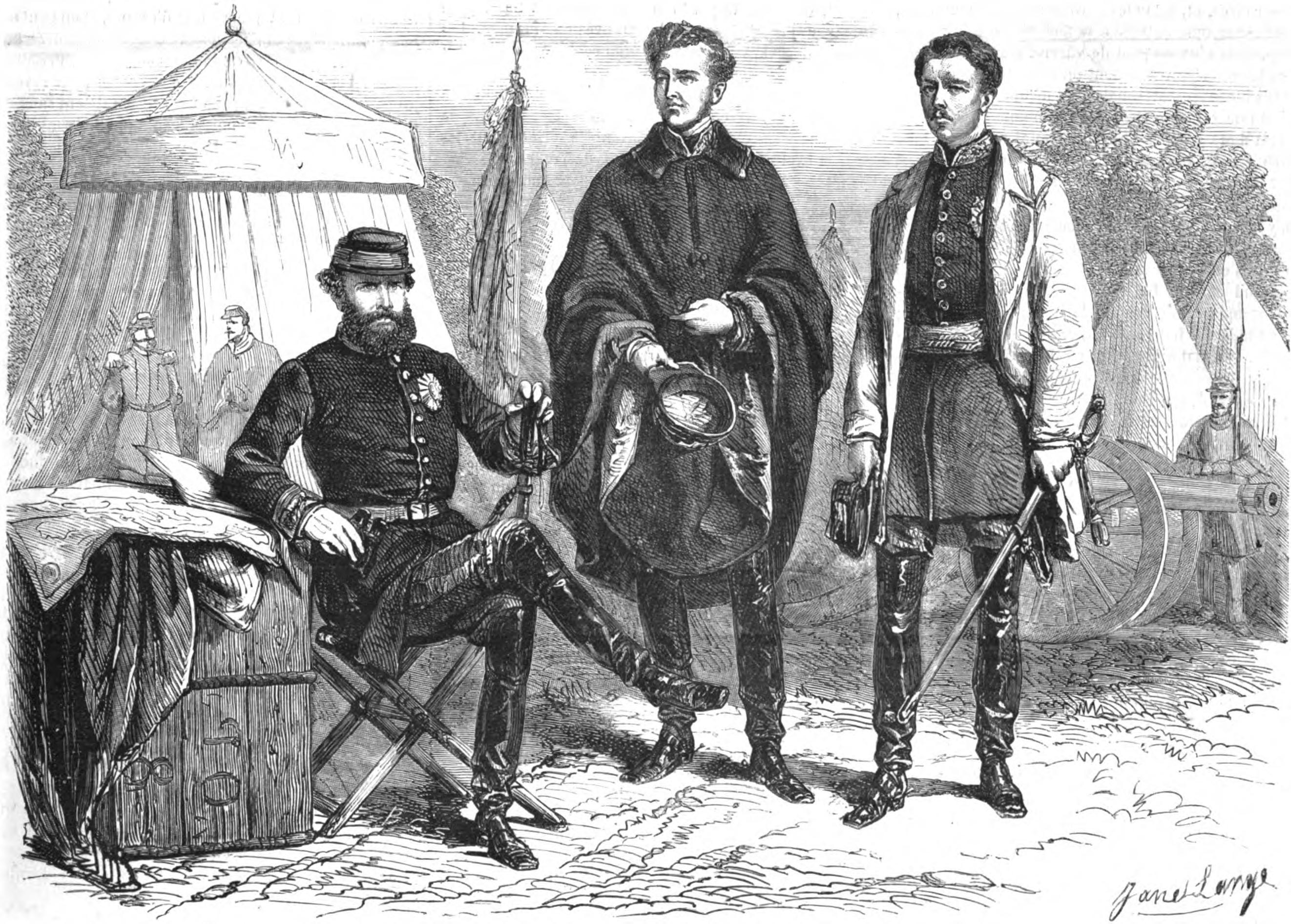
Oorlog met Paraguay -  De keizer van Brazilië en zijn twee schoonzonen (1865), Ange-Louis Janet
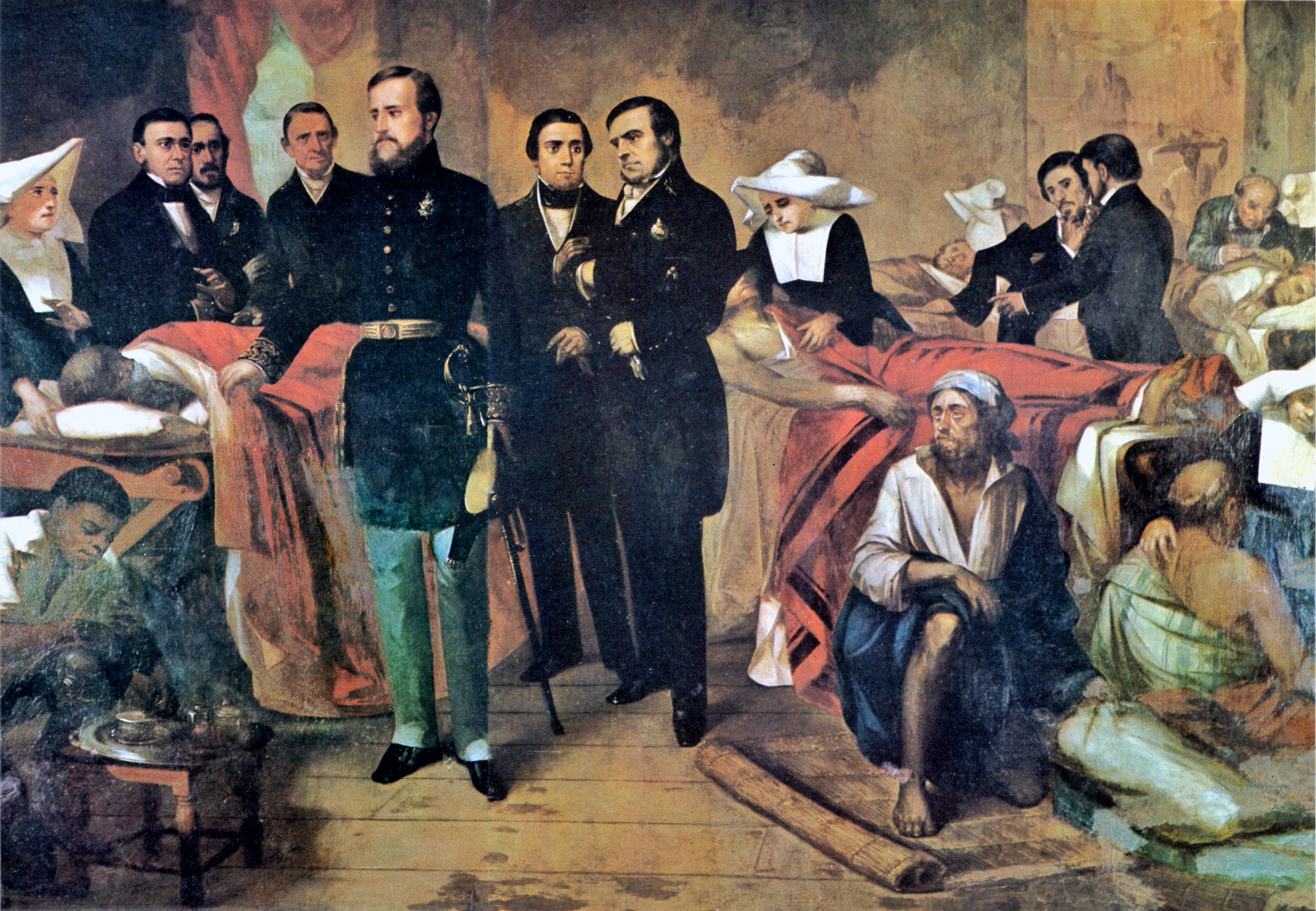
Keizer Peter II van Brazilië bezoekt slachtoffers van cholera samen met de ministers van staat (1867), François-René Moreaux
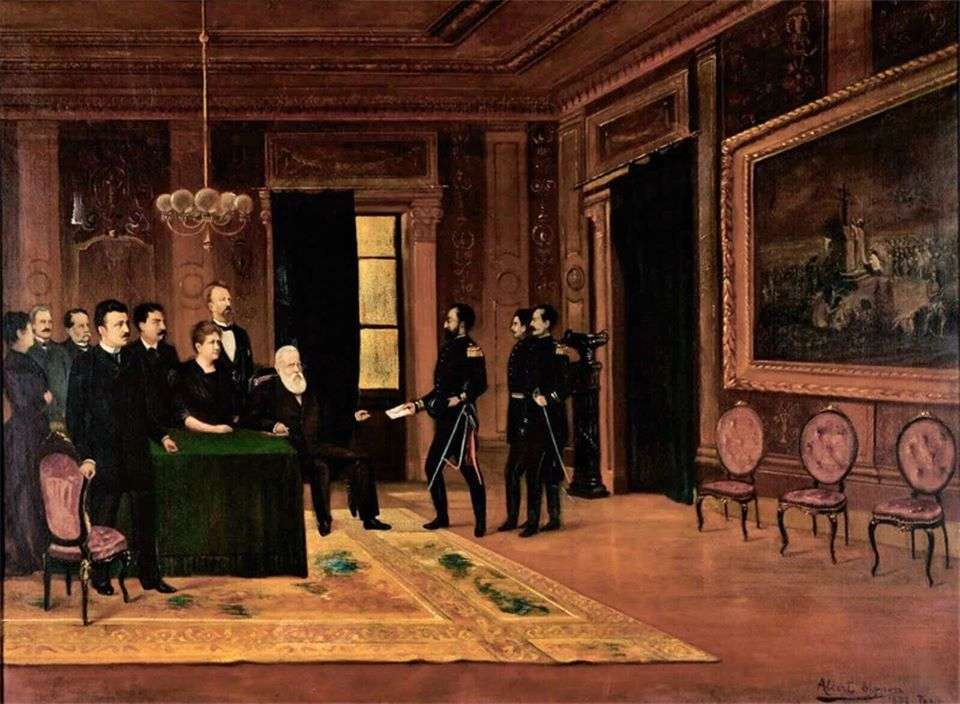
Keizer Peter II ontvangt de afzettingsorder (1892), Albert Chapon

- Bibsys: 29096
- Biblioteca Nacional de España: XX1349559
- Bibliothèque nationale de France: cb12215349c (data)
- Catàleg d'autoritats de noms i títols de Catalunya: 981058522762306706
- CiNii: DA14696016
- Gemeinsame Normdatei: 119446383
- International Standard Name Identifier: 0000 0003 7473 1722
- Library of Congress Control Number: n50010316
- National Archives and Records Administration: 10580891
- Nationale Bibliotheek van Tsjechië: jo2016916203
- Nationale Bibliotheek van Israël: 987007266447905171
- Nationale Bibliotheek van Polen: a0000003215819
- Nederlandse Thesaurus van Auteursnamen: 120407906
- PIC: 172852
- Réseau des bibliothèques de Suisse occidentale: 02-A010132169
- LIBRIS: 248047
- SNAC: w6ff454q
- Système universitaire de documentation: 070204179
- Museum of New Zealand Te Papa Tongarewa: 67657
- Virtual International Authority File: 170215125
- WorldCat: E39PBJqVQP3h3F7dYxMDdD6dwC